# Francouzská hymna
Hymna Francie je revoluční píseň La Marseillaise [la marsejéz]. Je rovněž hymnou francouzských závislých území (např. Francouzské Guyany).

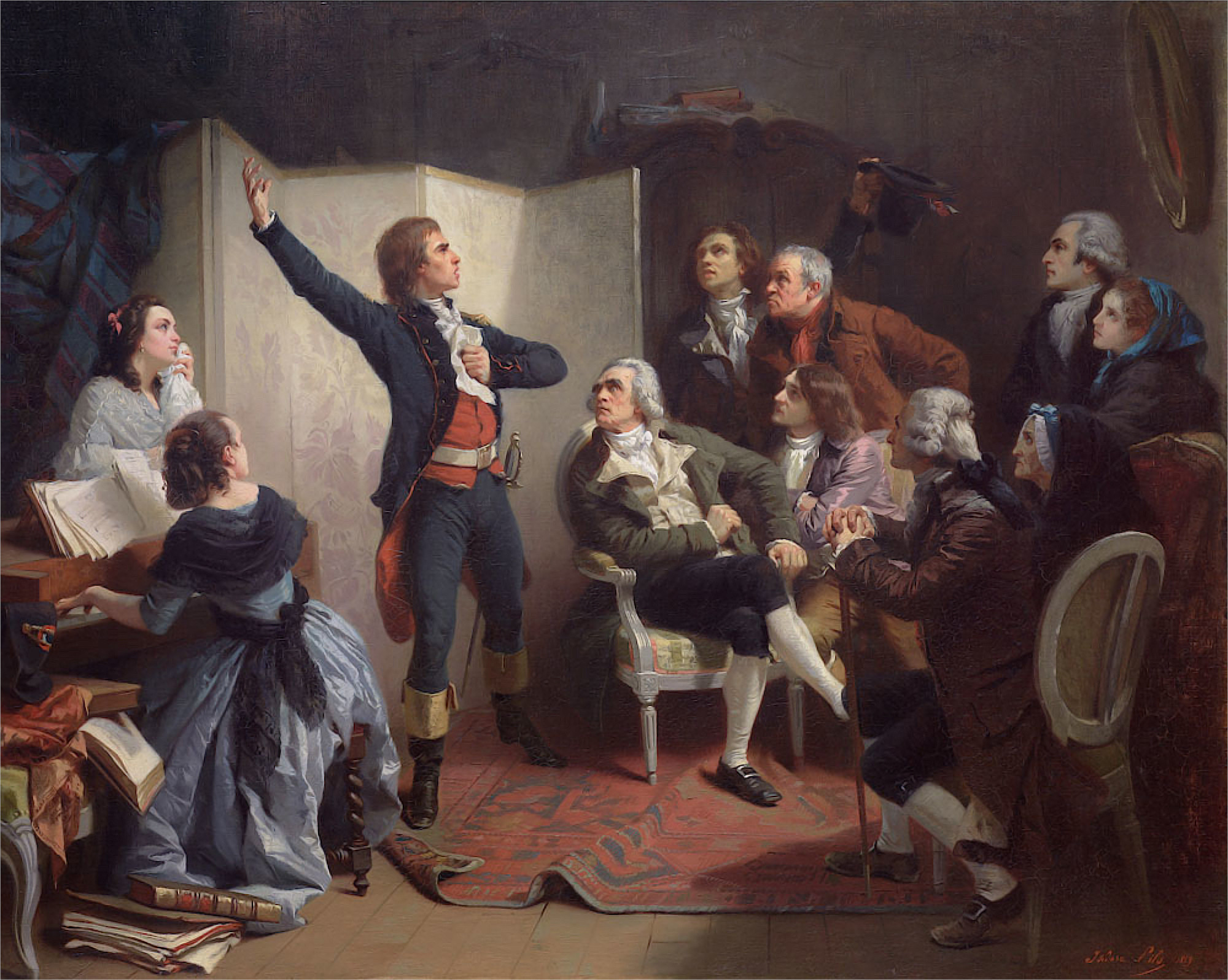
Rouget de Lisle, skladatel "La Marseillaise", zpívá píseň poprvé v domě Dietricha, starosty Štrasburku (1849 obraz Isidore Pils, Musée historique de Strasbourg).

## Historie hymny
Píseň složil ženijní důstojník Claude Joseph Rouget de Lisle (někdy také Rouget de l'Isle) v noci z 25. na 26. dubna 1792 ve Štrasburku jako pochod pro francouzské jednotky hájící východní hranice země proti rakouským intervenčním jednotkám. Původně se proto jmenovala Chant de guerre de l'Armée du Rhin (Bojová píseň rýnské armády). Od 30. července 1792, kdy do Paříže za zpěvu této písně dorazily vojenské posily dobrovolníků z Marseille je zvána Marseillaisou, tzn. marseilleskou písní. Marseillaisa se stala jednou z nejoblíbenějších písní Francouzské revoluce a 14. července 1795 byla prohlášena za státní hymnu, čímž nahradila královskou hymnu Vive Henri IV., spolu s neoficiální hymnou Domine salvum fac regem.
Za císařství byla zakázána (to funkci hymny plnila píseň Chant du départ), zákaz pak platil i během restaurace. Státní hymnou se opět stala za 3. republiky roku 1879. Hymnou oficiálně zůstala i v časech vichistické kolaborantské vlády (1940–1944), v této době ale byla zastíněna písní Maréchal, nous voilà! Marseillaisa zůstala hymnou i po vzniku páté republiky a je jí dodnes.
Marseillaisa byla v průběhu 19. a 20. století oblíbenou písní revolučních hnutí. Roku 1917 byla v období mezi Únorovou a Říjnovou revolucí nakrátko též hymnou Ruska.
Od 70. let 20. století se ve Francii ozývají hlasy, že stávající text s „krví nepřátel“ je příliš násilnický a že by bylo vhodné jej změnit v poněkud „mírumilovnějším“ duchu. Vzhledem ke spojení písně s bojem za svobodu a demokracii a její roli ve francouzských dějinách je však jakákoli změna krajně nepravděpodobná. V roce 2004 byla ve Francii uzákoněna povinná výuka hymny ve všech státních školách.
Francouzskou hymnu můžeme slyšet v podání Edith Piaf, která bývá nazývána také La Mome.

## Text a český překlad
| 1. Allons enfants de la Patrie, Le jour de gloire est arrivé! Contre nous de la tyrannie, L'étendard sanglant est levé, L'étendard sanglant est levé, Entendez-vous dans les campagnes Mugir ces féroces soldats? Ils viennent jusque dans vos bras Egorger vos fils, vos compagnes! Ref.: Aux armes, citoyens, Formez vos bataillons, Marchons, marchons! Qu'un sang impur Abreuve nos sillons! 2. Que veut cette horde d'esclaves, De traîtres, de rois conjurés? Pour qui ces ignobles entraves, Ces fers dès longtemps préparés? Ces fers dès longtemps préparés? Français, pour nous, ah! quel outrage Quels transports il doit exciter! C'est nous qu'on ose méditer De rendre à l'antique esclavage! 3. Quoi! des cohortes étrangères Feraient la loi dans nos foyers! Quoi! ces phalanges mercenaires Terrasseraient nos fiers guerriers! Terrasseraient nos fiers guerriers! Grand Dieu ! par des mains enchaînées Nos fronts sous le joug se ploieraient De vils despotes deviendraient Les maîtres de nos destinées! 4. Tremblez, tyrans et vous perfides L'opprobre de tous les partis, Tremblez! vos projets parricides Vont enfin recevoir leurs prix! Vont enfin recevoir leurs prix! Tout est soldat pour vous combattre, S'ils tombent, nos jeunes héros, La terre en produit de nouveaux, Contre vous tout prêts à se battre! 5. Français, en guerriers magnanimes, Portez ou retenez vos coups! Epargnez ces tristes victimes, A regret s'armant contre nous. A regret s'armant contre nous. Mais ces despotes sanguinaires, Mais ces complices de Bouillé, Tous ces tigres qui, sans pitié, Déchirent le sein de leur mère! 6. Amour sacré de la Patrie, Conduis, soutiens nos bras vengeurs Liberté, Liberté chérie, Combats avec tes défenseurs! Combats avec tes défenseurs! Sous nos drapeaux que la victoire Accoure à tes mâles accents, Que tes ennemis expirants Voient ton triomphe et notre gloire! 7. Nous entrerons dans la carrière Quand nos aînés n'y seront plus, Nous y trouverons leur poussière Et la trace de leurs vertus Et la trace de leurs vertus Bien moins jaloux de leur survivre Que de partager leur cercueil, Nous aurons le sublime orgueil De les venger ou de les suivre | 1. Povstaňte děti vlasti, den slávy nadešel! Proti nám z tyranie zvedají svou krvavou vlajku, zvedají svou krvavou vlajku. Slyšíte v našem kraji hrozný řev vojáků? Přicházejí přímo k nám podřezat vaše syny a vaše ženy! Ref.: Do zbraně, občané! Zformujte bataliony! Vpřed, vpřed! Nechť nečistá krev napojí brázdy našich polí. 2. Co plánuje tato horda zotročených zrádců a zpřísahaneckých králů? Pro koho chtějí tyto hanebné okovy, toto dlouho připravované železo? Toto dlouho připravované železo? Pro nás, Francouze! Taková urážka! Jaký hněv to musí vyvolat! To pro nás se odvážili chystat návrat k dávnému otroctví! 3. Cože! Zástupy cizinců budou určovat zákony v našich domech? Cože! Tyto žoldnéřské oddíly mají porazit naše statečné bojovníky? Mají porazit naše statečné bojovníky? Veliký Bože! S přikovanýma rukama naše tváře se budou ohýbat pod jařmem odporných despotů, kteří sebe určili za vládce našich osudů! 4. Třeste se, tyrani a vy zrádcové, hanbo celé krajiny! Třeste se! Vaše otcovražedné plány se dočkají zasloužené odplaty! Se dočkají zasloužené odplaty! Třeste se, tyrani a vy zrádcové, hanba celé krajiny! Každý je vojákem, aby s vámi bojoval, když padnou naši mladí hrdinové, zem zrodí nové, připravené proti vám bojovat! 5. Francouzi, bojovníci ušlechtilí, Mírněte anebo zastavte své údery! Ušetřete tyto ubohé oběti, které bojují proti nám s lítostí. Ale ne ty krvelačné despoty, ale ne ty přisluhovače Bouillého, všechny tyto tygry, kteří bez lítosti trhají své matce hruď! 6. Svatá láska k Vlasti vede a podporuje naše ruky za pomstou. Svobodo, drahá svobodo, bojuj spolu se svými obránci! Bojuj spolu se svými obránci! Pod našimi vlajkami nechť vítězství přijde se svou mužnou silou. Nechť tví umírající nepřátelé vidí tvé vítězství a naši slávu! |

Jako hymna se hraje pouze první sloka a refrén.

## Zajímavosti
Obsáhlou hudební citaci francouzské hymny a variace na její melodii obsahuje předehra Roberta Schumanna Heřman a Dorota op. 136 na Goetheho motivy. Citace Marseillaisy je k slyšení i v Čajkovského Slavnostní předehře 1812 nebo v úvodu písně skupiny The Beatles jménem All You Need Is Love.
Zajímavá je scéna z filmu Casablanca z roku 1942, kde je zpěv Marseillaisy společným vyjádřením odporu vůči německé rozpínavosti.